# Sidi Khettab
Sidi Khettab è un comune dell'Algeria, situato nella provincia di Relizane.